# Сьєр
Сьєр (фр. Sierre) — місто  в Швейцарії в кантоні Вале, округ Сьєр.

## Географія
Місто розташоване на відстані близько 75 км на південь від Берна, 15 км на північний схід від Сьйона.
Сьєр має площу 19,1 км², з яких на 34,4% дозволяється будівництво (житлове та будівництво доріг), 34,3% використовуються в сільськогосподарських цілях, 21,5% зайнято лісами, 9,9% не є продуктивними (річки, льодовики або гори).

## Демографія
2019 року в місті мешкало 16 842 особи (+8,5% порівняно з 2010 роком), іноземців було 31,3%. Густота населення становила 880 осіб/км².
За віковим діапазоном населення розподілялося таким чином: 19,3% — особи молодші 20 років, 59% — особи у віці 20—64 років, 21,7% — особи у віці 65 років та старші. Було 7726 помешкань (у середньому 2,1 особи в помешканні).
Із загальної кількості 11 499 працюючих 181 був зайнятий в первинному секторі, 2529 — в обробній промисловості, 8789 — в галузі послуг.